# La Puerta del Gallo
La Puerta del Gallo är en ort i Mexiko.   Den ligger i kommunen Pueblo Nuevo och delstaten Durango, i den centrala delen av landet, 800 km nordväst om huvudstaden Mexico City. La Puerta del Gallo ligger 1 337 meter över havet och antalet invånare är 139.
Terrängen runt La Puerta del Gallo är bergig åt nordost, men åt sydväst är den kuperad. Terrängen runt La Puerta del Gallo sluttar söderut. Runt La Puerta del Gallo är det mycket glesbefolkat, med 6 invånare per kvadratkilometer. Närmaste större samhälle är Pueblo Nuevo, 17,4 km öster om La Puerta del Gallo. I omgivningarna runt La Puerta del Gallo växer huvudsakligen savannskog.